# Gianni Recupido
Giovanni Recupido, detto Gianni (Ragusa, 30 settembre 1970), è un ex cestista e allenatore di pallacanestro italiano.
È stato allenatore della Passalacqua Ragusa in Serie A1, con cui ha vinto una Coppa Italia.

## Carriera

### Giocatore
Nel 1989-1990, nel 1990-1991 e nel 1991-1992 gioca in Serie D con il Basket Club Ragusa.
Nel 1998-1999, gioca in Serie D alla Psaumide di Santa Croce Camerina.

### Allenatore
Dopo il diploma all'ISEF di Roma, allena le giovanili del Basket Roma e poi è vice alla Cestistica Ragusa. Nel 1997-1998 diventa assistant coach di Massimo Mangano sulla panchina della Virtus Ragusa, di cui il padre Francesco Recupido era stato giocatore e allenatore. Nello stesso periodo, gli viene affidata la conduzione tecnica della Fortitudo Ragusa, formazione di Serie C regionale. Continua nel suo ruolo di assistente quando subentra coach Gianni Lambruschi. La Fortitudo chiude 11ª con 12 vittorie e 18 sconfitte. Nel 1998-99 è confermato assistente di Lambruschi sulla panchina della Virtus.
Anche nel 1999-2000 è assistente di Lambruschi alla Virtus e vince il Trofeo delle Province con la rappresentativa ragusana. Rinnova nel 2000 come assistente e intanto allena gli allievi del Basket Club Ragusa e nel 2001-2002 è assistente allenatore di Pippo Borzì in Serie C1. Nel 2002, guida la rappresentativa siciliana al Trofeo delle Regioni. Nel 2002-2003 è nominato head coach del Basket Club al posto di Borzì; è confermato nel 2003-04.
Nel 2004-05 firma per il Victoria Basket, ma poi viene chiamato ad allenare la Virtus Ragusa in Serie B d'Eccellenza; salvo ai play-out, è confermato per la 2005-2006. Dopo la retrocessione e il fallimento della Virtus, ritorna in Serie C1 al Basket Club intanto assurto ad "erede" della società virtussina, con cui rimane a lungo in Serie C1. È confermato nel 2010-2011, stagione disputata in Serie B Dilettanti. Dopo la retrocessione, malgrado l'iniziale intenzione di lasciare la panchina, viene ancora una volta confermato alla guida di una squadra molto giovane.
Nel 2012-13 arriva la firma per la Virtus Eirene Ragusa, come responsabile del settore giovanile. Nel febbraio 2017 subentra a Gianni Lambruschi sulla panchina della prima squadra, in Serie A1. Nel 2019 guida la squadra alla vittoria della Coppa Italia e a ottobre dello stesso anno è stato scelto come allenatore dell'anno. Al termine del campionato 2021-2022, finisce il rapporto con la società ragusana.
Dopo una parentesi in C Silver con il Basket Club Ragusa, nel 2023-2024 è di nuovo head coach della Virtus Ragusa, con cui vince la Serie B Interregionale; nel 2024-2025, si dimette dopo 9 giornate (ufficializzato dopo la 10ª), con un record di una vittoria e otto sconfitte.

## Statistiche

### Statistiche da allenatore
| Stagione | Squadra              | St. regolare | St. regolare | St. regolare | St. regolare | St. regolare | Post season | Post season | Post season | Post season | Coppe | Coppe       | Coppe | Coppe | Coppe |
| Stagione | Squadra              | Lega         | Ris          | G            | V            | P            | Ris         | G           | V           | P           | Ed    | Ris         | G     | V     | P     |
| -------- | -------------------- | ------------ | ------------ | ------------ | ------------ | ------------ | ----------- | ----------- | ----------- | ----------- | ----- | ----------- | ----- | ----- | ----- |
| 1997-98  | Fortitudo Ragusa     | Serie C2     | 11º          | 30           | 12           | 18           | -           | -           | -           | -           | -     | -           | -     | -     | -     |
| 2002-03  | Basket Club Ragusa   | Serie C1     | 9º           | 30           | 14           | 16           | -           | -           | -           | -           | -     | -           | -     | -     | -     |
| 2003-04  | Basket Club Ragusa   | Serie C1     | 10º          | 28           | 12           | 16           | p.out       | 4           | 2           | 2           | -     | -           | -     | -     | -     |
| 2004-05  | Popolare Ragusa      | Serie B ecc  | 13º          | 30           | 10           | 20           | p.out       | 6           | 3           | 3           | -     | -           | -     | -     | -     |
| 2005-06  | Popolare Ragusa      | Serie B ecc  | 16º          | 30           | 4            | 26           | -           | -           | -           | -           | -     | -           | -     | -     | -     |
| 2006-07  | Basket Club Ragusa   | Serie C1     | 5º           | 26           | 14           | 12           | quarti      | 3           | 1           | 2           | -     | -           | -     | -     | -     |
| 2007-08  | Basket Club Ragusa   | Serie C1     | 3º           | 30           | 23           | 7            | sem.        | 6           | 3           | 3           | -     | -           | -     | -     | -     |
| 2008-09  | Basket Club Ragusa   | Serie C dil  | 2º           | 30           | 24           | 6            | sem.        | 5           | 3           | 2           | -     | -           | -     | -     | -     |
| 2009-10  | Basket Club Ragusa   | Serie C dil  | 9º           | 28           | 13           | 15           | sem.        | 5           | 3           | 2           | -     | -           | -     | -     | -     |
| 2010-11  | Basket Club Ragusa   | Serie B dil  | 13º          | 26           | 7            | 19           | -           | -           | -           | -           | -     | -           | -     | -     | -     |
| 2011-12  | Basket Club Ragusa   | DNC          | 15º          | 30           | 7            | 23           | -           | -           | -           | -           | -     | -           | -     | -     | -     |
| 2016-17  | Passalacqua Ragusa B | Serie B      | sost.        | 14           | 9            | 5            | -           | -           | -           | -           | -     | -           | -     | -     | -     |
| 2016-17  | Passalacqua Ragusa   | Serie A1     | sub., 5º     | 4            | 4            | 0            | sem.        | 6           | 3           | 3           | -     | -           | -     | -     | -     |
| 2017-18  | Passalacqua Ragusa   | Serie A1     | 2º           | 22           | 13           | 9            | fin.        | 12          | 7           | 5           | ECW   | 1/8         | 10    | 8     | 2     |
| 2018-19  | Passalacqua Ragusa   | Serie A1     | 3º           | 20           | 16           | 4            | fin.        | 11          | 6           | 5           | CI    | 1º          | 3     | 3     | 0     |
| 2019-20  | Passalacqua Ragusa   | Serie A1     | 3º           | 21           | 17           | 4            | -           | -           | -           | -           | SI    | fin.        | 2     | 1     | 1     |
| 2020-21  | Passalacqua Ragusa   | Serie A1     | 3º           | 24           | 19           | 5            | sem.        | 4           | 2           | 2           | CI+SI | sem. - sem. | 2+2   | 1+1   | 1+1   |
| 2021-22  | Passalacqua Ragusa   | Serie A1     | 5º           | 25           | 17           | 8            | sem.        | 5           | 2           | 3           | CI+SI | 1/4 - sem.  | 1+1   | 0     | 1+1   |
| 2022-23  | Basket Club Ragusa   | C Silver     | 14º          | 28           | 2            | 26           | -           | -           | -           | -           | -     | -           | -     | -     | -     |
| 2023-24  | Virtus Ragusa        | Serie B2     | 2º           | 22           | 17           | 5            | Gold+P.O.   | 8+10        | 6+7         | 2+3         | -     | -           | -     | -     | -     |
| 2024-25  | Virtus Ragusa        | Serie B1     | sost.        | 9            | 1            | 8            | -           | -           | -           | -           | -     | -           | -     | -     | -     |
| Totale   | Totale               | Totale       | Totale       | 507          | 255          | 252          | -           | 85          | 48          | 37          | -     | -           | 21    | 14    | 7     |

## Palmarès

### Squadra
- Coppa Italia: 1
V. E. Ragusa: 2019
- Serie B Interregionale: 1
Virtus Ragusa: 2023-2024

### Individuale
- Allenatore dell'anno Lega Basket Femminile: 2019